# Koskensaari (ö i Päijänne-Tavastland)
Koskensaari är en ö i Finland.   Den ligger i kommunen Heinola i den ekonomiska regionen  Lahtis ekonomiska region  och landskapet Päijänne-Tavastland, i den södra delen av landet, 130 km nordost om huvudstaden Helsingfors.